# Zhang Miao
Zhang Miao (12 augustus 1988) is een Chinese voormalig wielrenner. Zhang is gespecialiseerd op de sprintonderdelen bij het baanwielrennen. In 2010 won hij de teamsprint tijdens de Aziatische Spelen. Zhang heeft deelgenomen aan de Olympische Zomerspelen van 2012 in Londen.

## Belangrijkste resultaten
| Jaar | CK                  | AK                                            | WK                                                  | Overig                                                                            |
| ---- | ------------------- | --------------------------------------------- | --------------------------------------------------- | --------------------------------------------------------------------------------- |
| 2009 |                     |                                               | 15e 1km tijdrit 24e sprint                          |                                                                                   |
| 2010 |                     | sprint · 1km tijdrit · teamsprint · 5e keirin | 4e teamsprint 6e 1km tijdrit 15e sprint             | WB Peking: 1km tijdrit, ploegentijdrit · Aziatische Spelen: · teamsprint · keirin |
| 2011 |                     | teamsprint · sprint · 1km tijdrit · 7e keirin | 8e teamsprint 18e sprint                            |                                                                                   |
| 2012 |                     | teamsprint · 4e sprint                        | 5e teamsprint 11e 1km tijdrit 14e sprint 25e keirin | Olympische spelen: 6e teamsprint 16e sprint 17e keirin                            |
| 2013 |                     |                                               | 8e teamsprint 31e sprint                            | Oost Aziatische Spelen: · 1km tijdrit                                             |
| 2014 |                     |                                               | 12e teamsprint                                      |                                                                                   |
| 2015 |                     |                                               |                                                     |                                                                                   |
| 2016 |                     |                                               |                                                     |                                                                                   |
| 2017 |                     |                                               |                                                     |                                                                                   |
| 2018 |                     |                                               |                                                     |                                                                                   |
| 2019 | teamsprint · sprint | teamsprint                                    |                                                     |                                                                                   |
| 2020 |                     |                                               | 10e teamsprint                                      |                                                                                   |